# Lista planetelor minore: 94001–95000
| Nume                                            | Denumire provizorie                             | Data descoperirii                               | Locul descoperirii                              | Descoperitor(i)                                 |                                                 |                                                 |                                                 |                                                 |                                                 |                                                 |                                                 |                                                 |                                                 |                                                 |                                                 |                                                 |                                                 |                                                 |                                                 |                                                 |                                                 |                                                 |                                                 |                                                 |                                                 |                                                 |                                                 |                                                 |                                                 |                                                 |                                                 |                                                 |                                                 |                                                 |                                                 |                                                 |                                                 |                                                 |                                                 |                                                 |                                                 |                                                 |                                                 |                                                 |                                                 |                                                 |                                                 |                                                 |                                                 |
| 94001–94100 Lista planetelor minore/94001–94100 | 94001–94100 Lista planetelor minore/94001–94100 | 94001–94100 Lista planetelor minore/94001–94100 | 94001–94100 Lista planetelor minore/94001–94100 | 94001–94100 Lista planetelor minore/94001–94100 | 94101–94200 Lista planetelor minore/94101–94200 | 94101–94200 Lista planetelor minore/94101–94200 | 94101–94200 Lista planetelor minore/94101–94200 | 94101–94200 Lista planetelor minore/94101–94200 | 94101–94200 Lista planetelor minore/94101–94200 | 94201–94300 Lista planetelor minore/94201–94300 | 94201–94300 Lista planetelor minore/94201–94300 | 94201–94300 Lista planetelor minore/94201–94300 | 94201–94300 Lista planetelor minore/94201–94300 | 94201–94300 Lista planetelor minore/94201–94300 | 94301–94400 Lista planetelor minore/94301–94400 | 94301–94400 Lista planetelor minore/94301–94400 | 94301–94400 Lista planetelor minore/94301–94400 | 94301–94400 Lista planetelor minore/94301–94400 | 94301–94400 Lista planetelor minore/94301–94400 | 94401–94500 Lista planetelor minore/94401–94500 | 94401–94500 Lista planetelor minore/94401–94500 | 94401–94500 Lista planetelor minore/94401–94500 | 94401–94500 Lista planetelor minore/94401–94500 | 94401–94500 Lista planetelor minore/94401–94500 | 94501–94600 Lista planetelor minore/94501–94600 | 94501–94600 Lista planetelor minore/94501–94600 | 94501–94600 Lista planetelor minore/94501–94600 | 94501–94600 Lista planetelor minore/94501–94600 | 94501–94600 Lista planetelor minore/94501–94600 | 94601–94700 Lista planetelor minore/94601–94700 | 94601–94700 Lista planetelor minore/94601–94700 | 94601–94700 Lista planetelor minore/94601–94700 | 94601–94700 Lista planetelor minore/94601–94700 | 94601–94700 Lista planetelor minore/94601–94700 | 94701–94800 Lista planetelor minore/94701–94800 | 94701–94800 Lista planetelor minore/94701–94800 | 94701–94800 Lista planetelor minore/94701–94800 | 94701–94800 Lista planetelor minore/94701–94800 | 94701–94800 Lista planetelor minore/94701–94800 | 94801–94900 Lista planetelor minore/94801–94900 | 94801–94900 Lista planetelor minore/94801–94900 | 94801–94900 Lista planetelor minore/94801–94900 | 94801–94900 Lista planetelor minore/94801–94900 | 94801–94900 Lista planetelor minore/94801–94900 | 94901–95000 Lista planetelor minore/94901–95000 | 94901–95000 Lista planetelor minore/94901–95000 | 94901–95000 Lista planetelor minore/94901–95000 | 94901–95000 Lista planetelor minore/94901–95000 | 94901–95000 Lista planetelor minore/94901–95000 |
| ----------------------------------------------- | ----------------------------------------------- | ----------------------------------------------- | ----------------------------------------------- | ----------------------------------------------- | ----------------------------------------------- | ----------------------------------------------- | ----------------------------------------------- | ----------------------------------------------- | ----------------------------------------------- | ----------------------------------------------- | ----------------------------------------------- | ----------------------------------------------- | ----------------------------------------------- | ----------------------------------------------- | ----------------------------------------------- | ----------------------------------------------- | ----------------------------------------------- | ----------------------------------------------- | ----------------------------------------------- | ----------------------------------------------- | ----------------------------------------------- | ----------------------------------------------- | ----------------------------------------------- | ----------------------------------------------- | ----------------------------------------------- | ----------------------------------------------- | ----------------------------------------------- | ----------------------------------------------- | ----------------------------------------------- | ----------------------------------------------- | ----------------------------------------------- | ----------------------------------------------- | ----------------------------------------------- | ----------------------------------------------- | ----------------------------------------------- | ----------------------------------------------- | ----------------------------------------------- | ----------------------------------------------- | ----------------------------------------------- | ----------------------------------------------- | ----------------------------------------------- | ----------------------------------------------- | ----------------------------------------------- | ----------------------------------------------- | ----------------------------------------------- | ----------------------------------------------- | ----------------------------------------------- | ----------------------------------------------- | ----------------------------------------------- |

| Predecesor: 93001–94000 | Lista planetelor minore 94001–95000 Semnificații ale numelor: 94001–95000 | Succesor: 95001–96000 |